# Ministère de l'Économie, de l'Innovation et de l'Énergie
 (février 2015).
Le ministère de l'Économie, de l'Innovation et de l'Énergie est un ministère du gouvernement du Québec. Il a notamment pour mission de « soutenir la croissance et la productivité des entreprises, l'entrepreneuriat, la recherche, l'innovation, l'investissement, le développement des marchés d'exportation » et de « favoriser le développement de toutes les régions du Québec ».
L'apparition de la première mission ministérielle de développement économique remonte à 1935 lorsque le gouvernement du Québec confie au ministère des Affaires municipales le mandat de favoriser le développement de l'industrie et du commerce. Huit années s'écoulent ensuite avant la création officielle d'un ministère voué à part entière à cette mission. Ainsi, le 1er avril 1943, Oscar Drouin devient le tout premier ministre de l'Industrie et du Commerce de l'histoire du Québec.
La dénomination du ministère change fréquemment depuis les années 2000, bien que son nom officiel est depuis 2019 le ministère de l'Économie et de l'Innovation.

## Histoire

### Changements de dénomination
Au gré des différents gouvernements qui entrent au pouvoir, le ministère change fréquemment de dénomination au cours de son existence, et ce, particulièrement depuis les années 2000. Bien que légalement le ministère conserve une dénomination fixe, les différents gouvernements qui se succèdent sont loisibles de la modifier par décret. La dénomination légale ne survit alors que dans les textes de lois.

#### Ministère de l'Industrie et du Commerce (1961-2003)
Alors ministère de l'Industrie et du Commerce, le ministère prend le nom de ministère du Développement économique et régional par le décret 558–2003 du 29 avril 2003.
Le gouvernement Landry annonce à l'automne 2002 la création d'un grand ministère des Finances, de l'Économie et de la Recherche par fusion de trois ministères existants (Finances, Industrie et Commerce, Recherche). La loi d'application de la fusion n'est cependant pas votée et la défaite du Parti québécois à l'élection générale de 2003 annule définitivement le projet.

#### Création du ministère (2003)
Le 29 avril 2003, le gouvernement Charest annonce la constitution du ministère du Développement économique et régional (MDER) par fusion de trois ministères et d'un organisme non-ministériel:
- Le ministère de l'Industrie et du Commerce ;
- Le ministère des Régions ;
- Le ministère de la Recherche, de la Science et de la Technologie ;
- Tourisme Québec.

Le ministère récupère aussi la responsabilité de la Régie des installations olympiques et de la Société du Palais des congrès de Montréal à la place du ministère des Affaires municipales et de la Métropole.La Loi sur le Ministère du Développement économique et régional est sanctionnée le 18 décembre 2003 après avoir été adoptée sous le bâillon. Le décret d'application de la loi du 23 mars 2004 ajoute la mention Recherche au titre du ministre (qui devient ainsi le MDERR),.
Le 23 mars 2004, la loi sur le ministère du Développement économique et régional et de la Recherche remplace la loi sur le ministère de l'Industrie et du Commerce. Le ministère prend alors le nom de ministère du Développement économique et régional et de la Recherche. Le 28 février 2005, le ministère prend le nom de ministère du Développement économique, de l’Innovation et de l’Exportation (MDEIE) par le décret 122–2005 du 18 février 2005.
Le gouvernement officialise cette nouvelle dénomination en modifiant même son nom par la loi, et non seulement par décret. À l'époque sa mission consistait à soutenir le développement économique, l'innovation et l'exportation ainsi que la recherche en favorisant notamment la coordination et la concertation des différents acteurs des domaines économiques, scientifiques, sociaux et culturels dans une perspective de création d'emplois, de prospérité économique, de développement scientifique et de développement durable.
À l'arrivée du gouvernement Pauline Marois en 2012, les différents volets du ministère sont répartis dans trois autres ministères, le volet économique est relégué au ministère des Finances et de l'Économie, celui de l'innovation au ministère de l'Enseignement supérieur, de la Recherche, de la Science et de la Technologie et celui de l'exportation au ministère des Relations internationales, de la Francophonie et du Commerce extérieur. Le ministère est donc dissous jusqu'en 2014, bien que son existence juridique demeure.
Le ministère renaît par le décret 365–2014 du 24 avril 2014 en tant que ministère de l’Économie, de l’Innovation et des Exportations puis adopte le nom de ministère de l’Économie, de la Science et de l’Innovation par le décret 31–2016 du 28 janvier 2016,. En 2018, son nom est encore modifié par le décret 1277–2018 du 18 octobre 2018 et devient le ministère de l'Économie et de l'Innovation. Depuis 2022, la responsabilité de l'énergie du ministère de l'Énergie et des Ressources naturelles est transféré au ministère de l'Économie et de l'Innovation, qui devient alors le ministère de l'Économie, de l'Innovation et de l'Énergie par le décret 1641-2022 du 20 octobre 2022.

### Chronologie

#### Années 1980-1990
1982 :
- Publication du livre vert Le virage technologique : Bâtir le Québec, phase 2, du ministre d'État au Développement économique, Bernard Landry

1983 :
- Attribution de la responsabilité du développement des coopératives au MICT

1988 :
- Intégration des responsabilités relatives au commerce extérieur au sein du ministère des Relations internationales
- Constitution du ministère de l'Industrie, du Commerce et de la Technologie (pendant quelques semaines, il porte le nom de ministère de l'Industrie, du Commerce et du Développement technologique), par le Décret 1016–88 et 1097–88[14]
- Publication du document intitulé La maîtrise de notre avenir technologique : Un défi à relever - Plan d'action 1988-1992

1989 :
- Création du Fonds de développement technologique, doté d'une enveloppe de 300 millions de dollars consacrée uniquement à des projets mobilisateurs

1991 :
- Publication de Vers une société à valeur ajoutée - La stratégie de développement économique du Québec

1994 :
- Constitution, sous le gouvernement de Daniel Johnson, du ministère de l'Industrie, du Commerce, de la Science et de la Technologie (MICST), par le Décret 99–94[15] et la Loi modifiant la Loi sur le ministère de l'Industrie, du Commerce et de la Technologie et d'autres dispositions législatives[16]

1997 :
- Dépôt de la Politique de soutien au développement local et régional, du ministre responsable du Développement des régions, Guy Chevrette

1998 :
- Dépôt de la stratégie gouvernementale de développement économique Québec objectif emploi, dans laquelle l'innovation technologique apparaît comme l'une des priorités gouvernementales
- Création du ministère de la Recherche, de la Science et de la Technologie (MRST) et reconstitution du ministère de l'Industrie, du Commerce sous le gouvernement de Lucien Bouchard, par le Décret 1497–98[17] et l'adoption de la Loi sur le ministère de la Recherche, de la Science et de la Technologie[18]
- Fondation d'Investissement Québec : la nouvelle entité incorpore l'ancienne SDI et son mandat officiel consiste à augmenter les investissements réalisés au Québec (elle intégrera la Société générale de financement (SGF) en 2011)

1999 :
- Déménagement des bureaux du Ministère situés à Montréal dans le Centre de commerce mondial de Montréal (380, rue Saint-Antoine Ouest)
- Publication de Québec objectif emploi - Recherche, science et technologie

#### Années 2000
2000 :
- Publication de Pour une société branchée - Favoriser l'utilisation d'Internet et le développement du commerce électronique

2001:
- Dévoilement des documents suivants :
  - Politique québécoise de la science et de l'innovation, Savoir changer le monde[20]
  - Stratégie de développement économique des régions ressources
  - AGIR – Le plan d'action et la politique économique du gouvernement[21]

2002 :
- Publication de Horizon 2005 - Prospérité et qualité de vie - Plan d'action pour un Québec meilleur

2003 :
- Publication des documents suivants (Horizon 2005) :
  - Stratégie québécoise de développement des exportations
  - Politique de développement des coopératives[22]
  - Plan d'action pour le développement des entreprises d'économie sociale 2003‑2006

2004 :
- Mise en place du ministère du Développement économique et régional et de la Recherche (MDERR).

2005 :
- Lors de la réorganisation gouvernementale de février 2005, le ministère devient le ministère du Développement économique, de l’Innovation et de l’Exportation (MDEIE)[23]. Le ministère voit ses responsabilités changer[24]:
  - Le tourisme est à nouveau confié à un ministère dédié.
  - Le développement régional (hors développement économique) est transféré aux ministère des Affaires municipales.
  - La direction du Placement étudiant est transférée au ministère de l'Emploi et de la Solidarité sociale.
  - Le développement économique (dont la responsabilité des Centres locaux de développement) et la promotion des exportations restent sous la responsabilité du MDEIE.
- Publication de L'Avantage Québécois - Stratégie gouvernementale de développement économique[25]

2006 :
- Publication de la Stratégie québécoise de la recherche et de l'innovation 2007‑2010

2007 :
Lancement des stratégies et du plan d'action suivants :
- Stratégie pour le développement de toutes les régions 2007‑2012[26]
- Stratégie de l'industrie québécoise de la mode et du vêtement 2007‑2010[27]
- Plan d'action en faveur du secteur manufacturier 2007‑2012

2008 :
- Publication de la stratégie et du plan d'action suivants :
  - Plan d'action gouvernemental Le nouvel espace économique du Québec
  - Stratégie de développement de l'industrie québécoise de l'environnement et des technologies vertes 2008‑2014

#### Années 2010
2010 :
- Dévoilement de la Stratégie québécoise de la recherche et de l'innovation 2010‑2013[28]

2011 :
- Intégration de la Société générale de financement (SGF) à Investissement Québec
- Publication de la Stratégie québécoise de l'entrepreneuriat 2011‑2014
- Regroupement des trois fonds subventionnaires du Québec (Nature et technologies, Santé, Société et culture) sous l'appellation de Fonds de recherche du Québec
- Création du poste de scientifique en chef du Québec (Rémi Quirion)

2012 :
- En septembre 2012, Pauline Marois engage la modification des structures gouvernementales et reconstitue un super-ministère en donnant le titre de ministre de l'Économie et des Finances à Nicolas Marceau[29]. Celui-ci est ainsi chargé du développement économique et des organismes qui en sont chargés (notamment Investissement Québec) en plus des fonctions habituelles du ministre des Finances[30]. La responsabilité du commerce extérieur est transférée au ministère des Relations internationales, de la Francophonie et du Commerce extérieur. Fusion du Secteur de l'innovation avec le Secteur de l'enseignement supérieur du ministère de l'Éducation, du Loisir et du Sport

2013 :
- Présentation de la Politique économique – Priorité emploi 2013‑2017, qui intègre les mesures suivantes :
  - Politique nationale de la recherche et de l'innovation 2010-2013
  - Politique industrielle québécoise
  - Plan de développement du commerce extérieur

2014 :
- Le cabinet Couillard, formé le 23 avril 2014 après les élections de 2014, revient à un ministère séparé du ministère des Finances.. Mise en place du ministère de l'Économie, de l'Innovation et des Exportations (MEIE), comprenant la mission de développement économique régional (les missions de la science et de la recherche demeurent au sein du ministère de l'Enseignement supérieur, de la Recherche et de la Science)

2015 :
- Lancement de la stratégie et du plan d'action suivants :
  - Plan d'action gouvernemental en économie sociale 2015‑2020[31]
  - Stratégie québécoise de développement de l'aluminium 2015‑2025[32]

2016 :
- Retour des missions de la science et de la recherche, qui se conjuguent à celles du développement économique, de l'innovation et de l'exportation au sein du ministère de l'Économie, de la Science et de l'Innovation (MESI)
- Parution des documents suivants :
  - Plan d'action en économie numérique 2016‑2021[33]
  - Stratégie québécoise de l'aérospatiale 2016‑2026[34]
  - Plan d'action gouvernemental 2016‑2018 en matière d'allègement réglementaire et administratif[35]
  - Stratégie québécoise de l'exportation 2016‑2020[36]

2017 :
- Publication des stratégies suivantes :
  - Stratégie québécoise des sciences de la vie 2017‑2027[37]
  - Stratégie québécoise de la recherche et de l'innovation 2017‑2022[38]

2018 :
- Changement de nom pour ministère de l'Économie et de l'Innovation
- Publication des plans d'action suivants :
  - Plan d'action gouvernemental en entrepreneuriat 2017‑2022[39]
  - Plan d'action pour l'industrie du transport terrestre et de la mobilité durable 2018‑2023[40]
  - Plan d'action pour la croissance et les technologies propres 2018‑2023[41]
  - Plan d'action gouvernemental 2018‑2021 en matière d'allègement réglementaire et administratif dans le secteur du commerce de détail[42]

2019
- Le projet de loi 29 sanctionné le 11 décembre 2019 vient réformer l'organisation gouvernementale en matière d'économie. Cette loi abroge la Loi sur le ministère du Développement économique, de l’Innovation et de l’Exportation et la remplace par une nouvelle Loi sur le ministère de l'Économie et de l'Innovation[43].

#### Années 2020
2020 :
- Transfert d'employés et des programmes d'aide directe aux entreprises vers Investissement Québec, à la suite de l'adoption de la Loi concernant principalement l’organisation gouvernementale en matière d’économie et d’innovation, adoptée en décembre 2019 (18 juin 2020)
- Publication des plans d'action suivants
  - Plan d’action gouvernemental en matière d’allègement réglementaire et administratif 2020-2025[44]
  - Plan d’action gouvernemental en économie sociale (PAGES) 2020-2025[45]

2021 :
- Publication du Plan d'action pour la relance des exportations[46]

2022 :
- Publication de la Stratégie québécoise de développement de l'aluminium (SQDA) 2021-2024 - Allier innovation et savoir-faire[47]
- Ajout du mandat de l'énergie - Changement de nom pour ministère de l'Économie, de l'Innovation et de l'Énergie[48]

## Liste des ministres
| Ministre | Ministre                                                                                  | Parti            | Début              | Fin                | Cabinet   |
| -------- | ----------------------------------------------------------------------------------------- | ---------------- | ------------------ | ------------------ | --------- |
|          | Bernard Landry Ministre d'État de l'Économie et des Finances                              | Parti québécois  | 29 janvier 1996    | 8 mars 2001        | Bouchard  |
|          | Pauline Marois Ministre d'État de l'Économie et des Finances                              | Parti québécois  | 8 mars 2001        | 25 septembre 2002  | Landry    |
|          | Pauline Marois Ministre des Finances, de l'Économie et de la Recherche                    | Parti québécois  | 25 septembre 2002  | 29 avril 2003      | Landry    |
|          | Michel Audet Ministre du Développement économique et régional                             | Libéral          | 29 avril 2003      | 23 mars 2004       | Charest   |
|          | Michel Audet Ministre du Développement économique et régional et de la Recherche          | Libéral          | 23 mars 2004       | 18 février 2005    | Charest   |
|          | Claude Béchard Ministre du Développement économique, de l'Innovation et de l'Exportation  | Libéral          | 18 février 2005    | 27 février 2006    | Charest   |
|          | Raymond Bachand Ministre du Développement économique, de l'Innovation et de l'Exportation | Libéral          | 27 février 2006    | 23 juin 2009       | Charest   |
|          | Clément Gignac Ministre du Développement économique, de l'Innovation et de l'Exportation  | Libéral          | 23 juin 2009       | 6 septembre 2011   | Charest   |
|          | Sam Hamad Ministre du Développement économique, de l'Innovation et de l'Exportation       | Libéral          | 7 septembre 2011   | 19 septembre 2012  | Charest   |
|          | Nicolas Marceau Ministre des Finances et de l’Économie                                    | Parti québécois  | 19 septembre 2012  | 23 avril 2014      | Marois    |
|          | Jacques Daoust Ministre de l’Économie, de l'Innovation et des Exportations                | Libéral          | 23 avril 2014      | 28 janvier 2016    | Couillard |
|          | Dominique Anglade Ministre de l’Économie, de la Science et de l'Innovation                | Libéral          | 28 janvier 2016    | 18 octobre 2018    | Couillard |
|          | Pierre Fitzgibbon Ministre de l’Économie et de l’Innovation                               | Coalition avenir | 18 octobre 2018    | 2 juin 2021        | Legault   |
|          | Eric Girard Ministre de l’Économie et de l’Innovation                                     | Coalition avenir | 2 juin 2021        | 1er septembre 2021 | Legault   |
|          | Pierre Fitzgibbon Ministre de l’Économie et de l’Innovation                               | Coalition avenir | 1er septembre 2021 | 20 octobre 2022    | Legault   |
|          | Pierre Fitzgibbon Ministre de l'Économie, de l'Innovation et de l'Énergie                 | Coalition avenir | 20 octobre 2022    | 5 septembre 2024   | Legault   |
|          | Christine Fréchette Ministre de l'Économie, de l'Innovation et de l'Énergie               | Coalition avenir | 6 septembre 2024   | En fonction        | Legault   |

### Ministres délégués et responsables
| Titulaire Intitulé | Titulaire Intitulé                                                                           | Parti            | Début            | Fin               | Cabinet        |
| ------------------ | -------------------------------------------------------------------------------------------- | ---------------- | ---------------- | ----------------- | -------------- |
|                    | Georges Farrah Ministre délégué à l'Industrie, au Commerce, à la Science et à la Technologie | Libéral          | 11 janvier 1994  | 26 septembre 1994 | Johnson (fils) |
|                    | Rita Dionne-Marsolais Ministre déléguée à l'Industrie et au Commerce                         | Parti québécois  | 29 janvier 1996  | 25 août 1997      | Bouchard       |
|                    | Roger Bertrand Ministre délégué à l'Industrie et au Commerce                                 | Parti québécois  | 25 août 1997     | 15 décembre 1998  | Bouchard       |
|                    | Guy Julien Ministre délégué à l'Industrie et au Commerce                                     | Parti québécois  | 15 décembre 1998 | 8 mars 2001       | Bouchard       |
| Pas de titulaire   | Pas de titulaire                                                                             | Pas de titulaire | 8 mars 2001      | 30 janvier 2002   | Landry         |
|                    | Lucie Papineau Ministre déléguée à l'Industrie et au Commerce                                | Parti québécois  | 30 janvier 2002  | 29 avril 2003     | Landry         |
|                    | Lucie Lecours Ministre déléguée à l'Économie                                                 | Coalition avenir | 24 février 2021  | 20 octobre 2022   | Legault        |
|                    | Christopher Skeete Ministre déléguée à l'Économie                                            | Coalition avenir | 20 octobre 2022  | En fonction       | Legault        |

#### Volet Développement économique et régional
| Titulaire Intitulé                                                 | Titulaire Intitulé                                                                                               | Parti                                                              | Début              | Fin                | Cabinet   |
| ------------------------------------------------------------------ | --- | ------------------------------------------------------------------ | ------------------ | ------------------ | --------- |
|                                                                    | Guy Chevrette Ministre responsable du Développement des régions                                                  | Parti québécois                                                    | 29 janvier 1996    | 1er avril 1998     | Bouchard  |
| Responsabilité du ministre des Régions                             | Responsabilité du ministre des Régions                                                                           | Responsabilité du ministre des Régions                             | 1er avril 1998     | 8 mars 2001        | Bouchard  |
| Responsabilité du ministre des Régions                             | Responsabilité du ministre des Régions                                                                           | Responsabilité du ministre des Régions                             | 8 mars 2001        | 29 avril 2003      | Landry    |
|                                                                    | Nathalie Normandeau Ministre déléguée au Développement régional et au Tourisme                                   | Libéral                                                            | 29 avril 2003      | 18 février 2005    | Charest   |
| Responsabilité du ministre des Affaires municipales et des Régions | Responsabilité du ministre des Affaires municipales et des Régions                                               | Responsabilité du ministre des Affaires municipales et des Régions | 18 février 2005    | 20 septembre 2012  | Charest   |
|                                                                    | Élaine Zakaïb Ministre déléguée à la Politique industrielle et à la Banque de développement économique du Québec | Parti québécois                                                    | 20 septembre 2012  | 23 avril 2014      | Marois    |
|                                                                    | Jean-Denis Girard Ministre délégué aux PME, à l’Allègement réglementaire et au Développement économique régional | Libéral                                                            | 23 avril 2014      | 28 janvier 2016    | Couillard |
| Pas de titulaire spécifique                                        | Pas de titulaire spécifique                                                                                      | Pas de titulaire spécifique                                        | 28 janvier 2016    | 11 octobre 2017    | Couillard |
|                                                                    | Stéphane Billette Ministre délégué aux PME, à l’Allègement réglementaire et au Développement économique régional | Libéral                                                            | 11 octobre 2017    | 17 octobre 2018    | Couillard |
|                                                                    | Marie-Eve Proulx Ministre déléguée au Développement économique régional                                          | Coalition avenir                                                   | 17 octobre 2018    | 4 mai 2021         | Legault   |
| Pas de titulaire spécifique                                        | Pas de titulaire spécifique                                                                                      | Pas de titulaire spécifique                                        | 4 mai 2021         | 1er septembre 2021 | Legault   |
|                                                                    | Pierre Fitzgibbon Ministre responsable du Développement économique régional                                      | Coalition avenir                                                   | 1er septembre 2021 | 5 septembre 2024   | Legault   |
|                                                                    | Christine Fréchette Ministre responsable du Développement économique régional                                    | Coalition avenir                                                   | 5 septembre 2024   | En fonction        | Legault   |

#### Volet Exportations
| Titulaire Intitulé                                                                              | Titulaire Intitulé                                                                                      | Parti           | Début             | Fin             | Cabinet          |
| ----------------------------------------------------------------------------------------------- | --- | --------------- | ----------------- | --------------- | ---------------- |
|                                                                                                 | Bernard Landry Ministre délégué au Commerce extérieur                                                   | Parti québécois | 9 septembre 1982  | 12 janvier 1983 | Lévesque         |
| Création du Ministère du Commerce extérieur (12 janvier 1983)                                   | |                 |                   |                 | Lévesque         |
|                                                                                                 | Bernard Landry Ministre du Commerce extérieur                                                           | Parti québécois | 12 janvier 1983   | 3 octobre 1985  | Lévesque         |
| 3 octobre 1985                                                                                  | Bernard Landry Ministre du Commerce extérieur                                                           | Parti québécois | 16 octobre 1985   | PM Johnson      |                  |
|                                                                                                 | Jean-Guy Parent Ministre du Commerce extérieur                                                          | Parti québécois | 16 octobre 1985   | PM Johnson      | 12 décembre 1985 |
|                                                                                                 | Pierre MacDonald Ministre du Commerce extérieur et du Développement technologique                       | Libéral         | 12 décembre 1985  | 23 juin 1988    | Bourassa (2)     |
| Dissolution du ministère du Commerce extérieur et du Développement technologique (23 juin 1988) | |                 |                   |                 | Bourassa (2)     |
|                                                                                                 | Jean-François Lisée Ministre des Relations internationales, de la Francophonie et du Commerce extérieur | Parti québécois | 19 septembre 2012 | 23 avril 2014   | Marois           |

## Mission
La mission du MEIE est de soutenir le développement économique, l’innovation et l’exportation au Québec. Pour ce faire, il assure la coordination et la concertation entre les différents acteurs des domaines économiques, sociaux et culturels pour favoriser :
- la création d’emplois;
- la prospérité économique;
- le développement durable.

Le MEIE accomplit sa mission par l’entremise des actions suivantes :
- l’adoption d’orientations et de stratégies;
- la définition d’une offre de services-conseils;
- la réalisation d’études et d’analyses;
- l’élaboration et la mise en œuvre de mesures et de programmes;
- la promotion de l’image et des avantages du Québec à l’étranger auprès des investisseurs;
- la concertation et la mobilisation de ses partenaires.

## Organismes et sociétés d’État relevant du ministre
- Commission de l'éthique en science et en technologie
- Hydro-Québec
- Investissement Québec
- Régie de l'énergie du Québec
- Société du parc industriel et portuaire de Bécancour
- Fonds de recherche du Québec

## Chronologie
- 1943 : fondation du ministère de l’Industrie et du Commerce (MIC).
- 1998 : changement de nom pour ministère de la Recherche, de la Science et de la Technologie (MRST) et du ministère des Régions (MRQ).
- 2003 : changement de nom pour ministère du Développement économique et régional (MDER) à la suite de la fusion du MIC, du MRST, du MRQ et de Tourisme Québec.
- 2004 : adoption d’un nouveau nom, soit ministère du Développement économique et régional et de la Recherche (MDERR).
- 2005 : changement de nom pour ministère du Développement économique, de l’Innovation et de l’Exportation (MDEIE) à la suite de la scission du MDERR en trois ministères (MDEIE, ministère du Tourisme, ministère des Affaires municipales et des Régions).
- 2012 : abolition du ministère du Développement économique, de l’Innovation et de l’Exportation (MDEIE) :
  - Le volet Économie devient la responsabilité du ministère des Finances et de l’Économie (MFEQ);
  - Le volet Innovation est attribué au ministère de l’Enseignement supérieur, de la Recherche, de la Science et de la Technologie (MESRST);
  - Le volet Exportation est transféré au ministère des Relations internationales, de la Francophonie et du Commerce extérieur (MRIFCE).
- 2014 : changement de nom pour ministère de l’Économie, de l’Innovation et des Exportations (MEIE), qui récupère les trois volets de l’ancien MDEIE ainsi que ceux de l’économie sociale (MAMOT) et de l’allègement réglementaire et administratif (MFQ).
- 2016 : changement de nom pour ministère de l'Économie, de la Science et de l'Innovation (MESI)[12],[59]
- 2018 : le ministère change de nom à nouveau pour devenir ministère de l'Économie et de l'Innovation (MEI)[60].
- 2022 : le ministère change de nom pour devenir ministère de l'Économie, de l'Innovation et de l'Énergie (MEIE)[61]